# Miss Índia
Miss India ou Femina Miss India é um concurso nacional de beleza na Índia que seleciona anualmente representantes para competir no Miss Mundo, um dos grandes concursos internacionais de beleza. É organizado pela Femina, uma revista feminina publicada pelo The Times Group. Desde 2013, a Femina também organiza o Miss Diva separadamente, responsável pela escolha da representante no Miss Universo.
A atual campeã do Femina Miss India é Divita Rai, coroa por sua sucessora, Suman Rao.

## História
A primeira Miss Índia foi Pramila (Esther Victoria Abraham), de Calcutá, que venceu em 1947. Foi organizada pela imprensa local.
Em 1952, foram realizados dois concursos de Miss India, Indrani Rehman e Nutan foram os vencedores do concurso. Nutan foi coroado como Miss Mussorie. O concurso foi realizado pela imprensa local. Indrani Rehman foi coroada no Estádio Brabourne, em Mumbai, no mês de abril de 1952. Mais tarde, Indrani representou a Índia no Miss Universo 1952, a edição inaugural do concurso Miss Universo.
Em 1953, Peace Kanwal de Punjab foi coroada Miss India 1953 no concurso KARDAR-KOLYNOS. O concurso foi organizado por Abdur Rashid Kardar. Mais tarde, ela se estabeleceu como atriz de Bollywood.
Em 1954, Leela Naidu, de Maharashtra, foi declarada Miss Índia, e o mesmo ano foi apresentado na lista da revista Vogue das dez mulheres mais bonitas do mundo.
Não houve concurso Miss India de 1955 a 1958. Em 1959, o Eve's Weekly organizou seu primeiro concurso Miss India, chamado Eve's Weekly Miss India, para enviar representantes da Índia para o concurso Miss World. Fleur Ezekiel foi coroado o eventual vencedor. Ela representou a Índia no Miss Mundo 1959, realizado em Londres, Reino Unido.
O primeiro concurso da Femina Miss India foi realizado no ano de 1964. Meher Castelino Mistri de Maharashtra foi coroada a primeira Femina Miss India da história. Ela foi escolhida para representar a Índia no Miss Universo 1964, realizado nos Estados Unidos, e no Miss Nações 1964, na Espanha.
Reita Faria foi a primeira Miss Índia a ganhar um concurso internacional de beleza. Ela foi coroada Miss Mundo 1966 em Londres, Reino Unido. Ela foi a vencedora do concurso Weekly Miss India da Eve. No mesmo ano, a vencedora da Femina Miss India, Yasmin Daji, representou a Índia no Miss Universe 1966 e foi coroada 3ª colocada no evento. Ela foi a primeira Vencedora da Femina Miss India a ser colocada em qualquer concurso internacional de beleza.
Nos dias anteriores, a Femina Miss India costumava coroar três concorrentes, o vencedor representava a Índia no Miss Universe e os vice-campeões foram enviados para Miss Asia Pacific e International Teen Princess. Mais tarde, o segundo vice-campeão representa a Índia no Miss Teenage Intercontinental. Em algumas ocasiões, o 2º classificado ou finalista foi enviado ao concurso da Rainha do Pacífico de 1969 a 1975.
Zeenat Aman foi o primeiro titular da Femina Miss India a vencer um concurso internacional. Ela foi coroada Miss Índia da Ásia-Pacífico e venceu a Miss Ásia-Pacífico de 1970, realizada nas Filipinas.
Mais tarde, depois de adquirir os direitos de enviar representantes da Índia para a Miss World, a Femina Miss India selecionou três vencedores que foram enviados aos concursos de Miss Universe, Miss World e Miss Asia Pacific International, respectivamente.
Em 1991, Femina também adquiriu o direito de enviar representantes da Índia para o concurso Miss International e, em algumas ocasiões, o terceiro vencedor representou a Índia no Miss International e um finalista foi enviado para Miss Asia Pacific International, ou o terceiro vencedor foi coroado como Femina Miss India Asia Pacífico e costumava representar a Índia na Miss Asia Pacific International e um finalista foi enviado à Miss International.
Em 1993, Miss Femina Índia, Vaishali Sood, filha de Cdr Sood, que venceu o Navy May Queen Ball de 1991, ficou em segundo lugar. Ela passou a atuar em um filme de Bollywood, o Sr. Bond, estrelado por Akshay Kumar.
Em 1994, após a histórica vitória da Índia nos concursos internacionais, a organização encerrou a prática de coroar um único vencedor e decidiu que os três principais vencedores eram designados como vencedores com visibilidade e prêmios iguais. 
Em 2002, o terceiro vencedor foi designado para Miss Earth em vez de Miss Asia Pacific.
Em 2010, depois que o I Am She - Miss Universo Índia adquiriu os direitos de enviar representantes da Índia para a Miss Universo, a Femina Miss Índia conquistou três vencedores como Femina Miss India World, Femina Miss India Earth e Femina Miss India International, terceiro representante da Índia no concurso Miss International.
Em 2010, Tantra Entertainment Pvt. Ltd. (TEPL), em parceria com Sushmita Sen, iniciou um novo concurso chamado I Am She - Miss Universe India. O vencedor deste concurso participou do concurso Miss Universo de 2010 a 2012.
Em 2013, o Times Group novamente adquiriu os direitos de enviar representantes da Índia para o concurso Miss Universo e iniciou um novo concurso chamado Miss Diva. O primeiro concurso Miss Diva de todos os tempos foi realizado em Mumbai, em 5 de setembro de 2013. Manasi Moghe, de Maharashtra, foi coroada Miss Diva Universe 2013. Manasi representou a Índia no Miss Universe 2013 e ficou entre os 10 primeiros. Gurleen Grewal de Punjab foi coroada Miss Diva International 2013 Ela representou a Índia na Miss International 2013.

## Representantes dos quatro grandes concursos
As mulheres a seguir representaram a Índia nos quatro grandes concursos internacionais de beleza, os quatro principais concursos internacionais de beleza para mulheres. São Miss Mundo, Miss Universo, Miss Internacional e Miss Earth.
- : Declarado como Vencedor
- : Acabou como vice-campeão ou qualificação 5/6
- : Terminou como um dos finalistas ou semifinalistas
- : Sem colocação

### Miss Universo
| Year | Delegate               | Cidade         | Colocação          | Prêmios Especiais |
| ---- | ---------------------- | -------------- | ------------------ | --- |
| 2021 | Harnaaz Sandhu         | Chandigar      | Miss Universo 2021 | |
| 2020 | Adline Castelino       | Karnataka      | 4° Lugar           | |
| 2019 | Vartika Singh          | Lucknow        | Top 20             | |
| 2018 | Nehal Chudasama        | Tana           |                    | |
| 2017 | Shraddha Shashidhar    | Chennai        |                    | |
| 2016 | Roshmitha Harimurthy   | Bangalore      |                    | |
| 2015 | Urvashi Rautela        | Kotdwara       |                    | |
| 2014 | Noyonita Lodh          | Bangalore      | Top 15             | Melhor Traje Nacional - Top 5                                                                                           |
| 2013 | Manasi Moghe           | Mumbai         | Top 10             | |
| 2012 | Shilpa Singh           | Samastipur     | Top 16             | Encabeçou a Entrevista Preliminar                                                                                       |
| 2011 | Vasuki Sunkavalli      | Hyderabad      |                    | |
| 2010 | Ushoshi Sengupta       | Kolkata        |                    | |
| 2009 | Ekta Chowdhary         | Haryana        |                    | |
| 2008 | Simran Kaur Mundi      | Maharashtra    |                    | Traje Nacional - Vencedor do Grupo Melhor de maiô - Top 5 Charmoso Áo dai - Top 5                                       |
| 2007 | Puja Gupta             | Delhi          | Top 10             | |
| 2006 | Neha Kapur             | Delhi          | Top 10             | |
| 2005 | Amrita Thapar          | Maharashtra    |                    | |
| 2004 | Tanushree Dutta        | Madhya Pradesh | Top 10             | |
| 2003 | Nikita Anand           | Delhi          |                    | |
| 2002 | Neha Dhupia            | Delhi          | Top 10             | |
| 2001 | Celina Jaitley         | West Bengal    | 5º. Lugar          | Competição de maiô - 3º. Lugar Vestido de noite - 5º. Lugar                                                             |
| 2000 | Lara Dutta             | Karnataka      | Miss Universo 2000 | Oscar de la Renta - Melhor no maiô (Vencedor) Melhor em Vestido de Noite - 2º Lugar Melhor em Traje Nacional - 1º Lugar |
| 1999 | Gul Panag              | Punjab         | Top 10             | Rodada de Entrevistas - Vencedor Vestido de noite redondo - Top 5 Maiô Redondo - Top 10                                 |
| 1998 | Lymaraina D'Souza      | Maharashtra    | Top 10             | |
| 1997 | Nafisa Joseph †        | Karnataka      | Top 10             | |
| 1996 | Sandhya Chib           | Karnataka      | Top 10             | |
| 1995 | Manpreet Brar          | Delhi          | 2º. Lugar          | Vestido de Noite - 2º Lugar Rodada de Entrevistas - 3º Lugar Competição de maiô - Top 10                                |
| 1994 | Sushmita Sen           | Delhi          | Miss Universo 1994 | Competição de maiô - 1º Lugar Vestido de Noite - 2º Lugar Rodada de Entrevistas - 4º Lugar                              |
| 1993 | Namrata Shirodkar      | Maharashtra    | Top 6              | Rodada de Entrevistas - 2º Lugar Vestido de noite - 2º Lugar                                                            |
| 1992 | Madhu Sapre            | Maharashtra    | 3º. Lugar          | Competição de maiô - 1º Lugar Vestido de noite - 1º Lugar Rodada de Entrevistas - 4º Lugar                              |
| 1991 | Christabelle Howie     | Tamil Nadu     |                    | |
| 1990 | Suzanne Sablok         | Maharashtra    | Top 10             | |
| 1989 | Dolly Minhas           | Chandigarh     |                    | |
| 1987 | Priya Pradhan          | Maharashtra    |                    | |
| 1986 | Mehr Jessia            | Maharashtra    |                    | |
| 1985 | Sonu Walia             | Nova Délhi     |                    | |
| 1984 | Juhi Chawla            | Punjab         |                    | Melhor Traje Nacional - Vencedor                                                                                        |
| 1983 | Rekha Hande            | Maharashtra    |                    | |
| 1982 | Pamela Singh           | New Delhi      |                    | |
| 1981 | Rachita Kumar          | Maharashtra    |                    | |
| 1980 | Sangeeta Bijlani       | Maharashtra    |                    | Melhor Traje Nacional - Vencedor                                                                                        |
| 1979 | Swaroop Sampat         | Maharashtra    |                    | |
| 1978 | Alamjeet Chauhan       | Chandigarh     |                    | Melhor Traje Nacional - Vencedor                                                                                        |
| 1977 | Bineeta Bose           | Maharashtra    |                    | |
| 1976 | Naina Sudhir Balsavar  | Uttar Pradesh  |                    | |
| 1975 | Meenakshi Kurpad       | Mumbai         |                    | |
| 1974 | Shailini Bhavnath      | Maharashtra    | Top 12             | |
| 1973 | Farzana Habib          | Maharashtra    | Top 12             | |
| 1972 | Roopa Satyan           | New Delhi      | Top 12             | |
| 1971 | Raj Gill               | Maharashtra    |                    | |
| 1970 | Veena Sajnani          | Maharashtra    |                    | |
| 1969 | Kavita Bhambhani       | Maharashtra    |                    | |
| 1968 | Anjum Mumtaz Barg      | Maharashtra    |                    | |
| 1967 | Nayyara Mirza          | New Delhi      |                    | |
| 1966 | Yasmin Daji            | Maharashtra    | 4º. Lugar          | Rodada do vestido de noite - vencedor Maiô Redondo - Top 3                                                              |
| 1965 | Persis Khambatta †     | Maharashtra    |                    | |
| 1964 | Meher Castelino Mistri | Maharashtra    |                    | |
| 1952 | Indrani Rehman †       | Tamil Nadu     |                    | |

### Miss Mundo
A Índia não enviou delegados em 1967, 1965, 1964, 1963.
De 1959 a 1966, representantes para Miss Mundo foram enviados pelo concurso Weekly Miss India da Eve. Em 1968, Bharat Sundari conseguiu a franquia para enviar o representante de Índia para Miss Mundo. Eles enviaram os delegados de 1968 a 1970, 1972, 1975. Femina conseguiu a franquia em 1976. Femina também enviou delegados para Miss Mundo em 1971 e 1974. Tradicionalmente, o vencedor do concurso Miss Índia era enviado para Miss Mundo, mas isso mudou em 2013 e agora o vencedor da Miss India é enviado para representar na Miss Mundo.
| Year | Delegate                 | Cidade           | Colocação | Prêmios Especiais |
| ---- | ------------------------ | ---------------- | --- | --- |
| 2019 | Suman Rao                | Rajasthan        | 2º Lugar | Miss Mundo - Ásia Desafio Frente a Frente - Vencedora Beleza com um objetivo - Top 10 Miss Mundo Top Model - 2º Lugar Miss Mundo Talento - Top 27 |
| 2018 | Anukreethy Vas           | Tamil Nadu       | Top 30 | Desafio Frente a Frente - Vencedora Miss Mundo Talento - Top 18 Prêmio Multimídia - Top 10 |
| 2017 | Manushi Chhillar         | Haryana          | Miss Mundo 2017 | Desafio Frente a Frente - Vencedora Miss Mundo Top Model - Top 30 Beleza com um objetivo - Vencedora Prêmio Multimídia - Top 9 Prêmio Escolha do Povo - Top 9 |
| 2016 | Priyadarshini Chatterjee | Assam            | Top 20 | Beleza com um objetivo - Top 5 Miss Mundo Talento - Top 21 |
| 2015 | Aditi Arya               | New Delhi        | | Prêmio Multimídia - Top 5 Prêmio Escolha do Povo - Top 5 Vestido de estilista mundial - Top 10 Beleza com um objetivo - Top 25 Miss Mundo Talento - Top 30 Miss Mundo Top Model - Top 30 |
| 2014 | Koyal Rana               | New Delhi        | Top 11 | Miss Mundo - Ásia Beleza com um objetivo - Vencedora Vestido de estilista mundial - Vencedora Danças do artista mundial Gala de caridade Miss Mundo Beleza de praia - Top 5 Prêmio Multimídia - Top 5 Prêmio Escolha do Povo - Top 10 Miss Mundo Top Model - Top 20 Miss Mundo Esporte - Top 32 |
| 2013 | Navneet Kaur Dhillon     | Punjab           | Top 20 | Prêmio Multimídia - Vencedora Beleza com um objetivo - Top 10 Rodada de Entrevistas - Top 20 |
| 2012 | Vanya Mishra             | Punjab           | Top 7 | Beleza com um objetivo - Vencedora Prêmio Multimídia - Vencedora Danças do artista mundial Rodada de Entrevistas - Top 16 Miss Mundo Beleza de praia - Top 40 Miss Mundo Top Model - Top 47 |
| 2011 | Kanishtha Dhankhar       | Haryana          | Top 31 | Miss Mundo Top Model - Top 10 Beleza com um objetivo - Top 10 |
| 2010 | Manasvi Mamgai           | Uttarakhand      | | Danças do artista mundial Miss Mundo Beleza de praia - Top 20 Miss Mundo Top Model - Top 20 |
| 2009 | Pooja Chopra             | Maharashtra      | Top 16 | Beleza com um objetivo winner Miss Mundo Esporte - Top 6 |
| 2008 | Parvathy Omanakuttan     | Kerala           | 1º Lugar | Miss Mundo – Ásia e Oceania Miss Mundo Top Model - 2º Lugar Miss Mundo Beleza de praia - Top 10 |
| 2007 | Sarah Jane Dias          | Karnataka        | | Miss Mundo Talento - Top 18 |
| 2006 | Natasha Suri             | Maharashtra      | Top 17 | Miss Mundo Beleza de praia - 2º Lugar Melhor vestido de grife - 2º Lugar Miss Mundo Talento - Top 10 |
| 2005 | Sindhura Gadde           | Andhra Pradesh   | Top 15 | |
| 2004 | Sayali Bhagat            | Maharashtra      | | Miss Mundo Top Model - Top 20 |
| 2004 | Lakshmi Pandit           | Maharashtra      | Destronado, como ela já era casada | Destronado, como ela já era casada |
| 2003 | Ami Vashi                | Gujarat          | 3º Lugar | Miss Mundo Talento - Top 21 |
| 2002 | Shruti Sharma            | Uttar Pradesh    | Top 20 | |
| 2001 | Sara Corner              | Karnataka        | | |
| 2000 | Priyanka Chopra          | Bihar            | Miss Mundo 2000 | Miss Mundo – Ásia e Oceania |
| 1999 | Yukta Mookhey            | Maharashtra      | Miss Mundo 1999 | Miss Mundo – Ásia e Oceania |
| 1998 | Annie Thomas             | Kerala           | | |
| 1997 | Diana Hayden             | Andhra Pradesh   | Miss Mundo 1997 | Miss Mundo – Ásia e Oceania Miss Fotogênica Fatos de banho espetaculares |
| 1996 | Rani Jeyraj              | Tamil Nadu       | 3º Lugar | Miss Mundo – Ásia e Oceania Fatos de banho espetaculares |
| 1995 | Preeti Mankotia          | Punjab           | | |
| 1994 | Aishwarya Rai            | Karnataka        | Miss Mundo 1994 | Miss Mundo – Ásia e Oceania Miss Fotogênica |
| 1993 | Karminder Kaur           | Punjab           | | Melhor em traje nacional |
| 1992 | Shyla Lopez              | Karnataka        | | |
| 1991 | Ritu Singh               | New Delhi        | Top 10 | |
| 1990 | Naveeda Mehdi            | Maharashtra      | | |
| 1989 | Shabnam Patel            | Maharashtra      | | |
| 1988 | Anuradha Kottur          | Maharashtra      | | |
| 1987 | Manisha Kohli            | Punjab           | | |
| 1986 | Maureen Mary Lestourgeon | Maharashtra      | | |
| 1985 | Sharon Mary Clarke       | Maharashtra      | | |
| 1984 | Suchita Kumar            | Maharashtra      | | |
| 1983 | Sweety Grewal            | Punjab           | | |
| 1982 | Uttara Mhatre            | Maharashtra      | | |
| 1981 | Deepti Divakar           | Andhra Pradesh   | | |
| 1980 | Elizabeth Anita Reddi    | Andhra Pradesh   | Top 15 | |
| 1979 | Raina Winifred Mendonica | Maharashtra      | | Escolha do fotógrafo - Top 10 |
| 1978 | Kalpana Iyer             | Tamil Nadu       | Top 15 | Delegado Mais Popular Miss Mundo Talento - Top 20 Escolha do fotógrafo - Top 15 |
| 1977 | Veena Prakash            | Maharashtra      | Retirou-se em protesto contra a presença de um branco Miss África do Sul                                                                                            | Retirou-se em protesto contra a presença de um branco Miss África do Sul |
| 1976 | Naina Balsavar           | Maharashtra      | Retirou-se em protesto contra a presença de duas entradas sul-africanas - uma branca e uma preta - em conformidade com a política do apartheid de separação racial. | Retirou-se em protesto contra a presença de duas entradas sul-africanas - uma branca e uma preta - em conformidade com a política do apartheid de separação racial. |
| 1975 | Anjana Sood              | Himachal Pradesh | Top 15 | |
| 1974 | Kiran Dholakia           | Maharashtra      | | |
| 1972 | Malathi Basappa          | Karnataka        | 4º Lugar | |
| 1971 | Prema Narayan            | Andhra Pradesh   | | |
| 1970 | Heather Corinne Faville  | Maharashtra      | Top 15 | |
| 1969 | Adina Shellim            | Maharashtra      | | |
| 1968 | Jane Coelho              | New Delhi        | | |
| 1966 | Reita Faria              | Maharashtra      | Miss Mundo 1966 | Prêmio Melhor Corpo Prêmio Best in Evening Dress por usar Sari |
| 1962 | Ferial Karim             | Maharashtra      | Top 15 | |
| 1961 | Veronica Leonora Torcato | Maharashtra      | | |
| 1960 | Iona Pinto               | Maharashtra      | | |
| 1959 | Fleur Ezekiel            | Maharashtra      | | |

### Miss International
A Femina Miss India abandonou a franquia da Miss International em 2015. O último representante da Miss International da Femina Miss India foi Jhataleka Malhotra em 2014. A Índia não enviou delegados para a Miss International em 1963–1967, 1972, 1977, 1989, 1990. De De 1960 a 1988, a Weekly Miss India de Eve enviou representantes da Índia para o concurso Miss International. No ano de 2013, o vencedor da Miss Diva foi enviado para a Miss International.
| Year | Delegate                 | Cidade           | Colocação | Prêmios Especiais                              |
| ---- | ------------------------ | ---------------- | --------- | ---------------------------------------------- |
| 2019 | Simrithi Bathija         | Maharashtra      |           |                                                |
| 2018 | Tanishqa Bhosale         | Maharashtra      |           |                                                |
| 2017 | Ankita Kumari            | Jharkhand        |           |                                                |
| 2016 | Rewati Chetri            | Assam            |           |                                                |
| 2015 | Supriya Aiman            | Bihar            |           |                                                |
| 2014 | Jhataleka Malhotra       | Maharashtra      |           | Miss Internet Melhor Traje Nacional - 3º Lugar |
| 2013 | Gurleen Grewal           | Punjab           |           | Miss Internet - 3º Lugar                       |
| 2012 | Rochelle Maria Rao       | Tamil Nadu       | Top 15    |                                                |
| 2011 | Ankita Shorey            | Jammu e Caxemira |           |                                                |
| 2010 | Neha Hinge               | Madhya Pradesh   | Top 15    |                                                |
| 2009 | Harshita Saxena          | Goa              |           |                                                |
| 2008 | Radha Brahmbhatt         | Gujarat          |           |                                                |
| 2007 | Esha Gupta               | New Delhi        |           |                                                |
| 2006 | Sonal Sehgal             | West Bengal      | Top 12    |                                                |
| 2005 | Vaishali Desai           |                  |           |                                                |
| 2004 | Mihika Verma             | Maharashtra      | Top 15    |                                                |
| 2003 | Shonali Nagrani          | New Delhi        | 1º Lugar  |                                                |
| 2002 | Gauhar Khan              | Maharashtra      |           |                                                |
| 2001 | Kanwal Toor              | New Delhi        | Top 15    |                                                |
| 2000 | Gayatri Joshi            | Maharashtra      | Top 15    |                                                |
| 1999 | Srikrupa Murali          | Karnataka        |           |                                                |
| 1998 | Shwetha Jaishanker       | Tamil Nadu       | 2º Lugar  |                                                |
| 1997 | Diya Abraham             | Kerala           | 1º Lugar  |                                                |
| 1996 | Fleur Xavier             | Maharashtra      |           |                                                |
| 1995 | Priya Gill               |                  |           |                                                |
| 1994 | Fransesca Hart           |                  |           |                                                |
| 1993 | Pooja Batra              | Punjab           | Top 15    |                                                |
| 1992 | Kamal Sandhu             | New Delhi        |           |                                                |
| 1991 | Preeti Mankotia          | Karnataka        | Top 15    |                                                |
| 1988 | Shikha Swaroop           | Maharashtra      |           |                                                |
| 1987 | Erika Maria D'Souza      | Maharashtra      | Top 15    |                                                |
| 1986 | Poonam Pahlet Gidwant    | Maharashtra      |           |                                                |
| 1985 | Vinita Seshadri Vasan    | Bangalore        |           |                                                |
| 1984 | Nalanda Ravindra Bhandar | West Bengal      | Top 15    |                                                |
| 1983 | Sahila Chadha            | Punjab           |           |                                                |
| 1982 | Betty O'Connor           | Maharashtra      |           |                                                |
| 1981 | Meenakshi Seshadri       | Tamil Nadu       |           |                                                |
| 1980 | Ulrika Karen Bredemeyer  | Maharashtra      |           |                                                |
| 1979 | Nita Pinto               | Maharashtra      |           |                                                |
| 1978 | Sabita Dhanrajgir        | Punjab           |           |                                                |
| 1976 | Nafisa Ali               | Maharashtra      | 2º Lugar  |                                                |
| 1975 | Indira Maria Bredemeyer  | Maharashtra      | 2º Lugar  |                                                |
| 1974 | Leslie Jean Hartnett     | New Delhi        |           |                                                |
| 1972 | Indira Muthanna          | Karnataka        |           |                                                |
| 1971 | Samita Mukherjee         | West Bengal      |           |                                                |
| 1970 | Patricia D'Souza         | New Delhi        | Top 15    |                                                |
| 1969 | Wendy Leslie Vaz         | Maharashtra      |           |                                                |
| 1968 | Sumita Sen               | West Bengal      | Top 15    |                                                |
| 1962 | Sheila Chonkar           | Maharashtra      |           |                                                |
| 1961 | Diana Valentine          | New Delhi        |           |                                                |
| 1960 | Iona Pinto               | Maharashtra      | 1º Lugar  |                                                |

### Miss Terra
A Femina Miss India abandonou a Franquia Miss Terra em 2014, depois de Alankrita Sahai ser a última representante da Miss Diva. Em 2019, a Miss Divine Beauty obteve o direito de enviar o representante da Índia para a Miss Terra. Em 2015, Glaman e Supermodel India obtiveram os direitos de enviar representantes da Índia para a Miss Terra. Em 2014, o vencedor da Miss Diva foi enviado ao concurso Miss Terra.
| Year | Delegate          | Cidade         | Colocação                  | Prêmios Especiais |
| ---- | ----------------- | -------------- | -------------------------- | --- |
| 2019 | Tejaswini Manogna | Hyderabad      |                            | Competição de talentos Concurso de vestido de noite Miss Escolha Global |
| 2018 | Nishi Bhardwaj    | New Delhi      |                            | Competição de roupas de resort |
| 2017 | Shaan Suhas Kumar | Bhopal         |                            | Miss Amizade Inteligência e consciência ambiental - Top 16 |
| 2016 | Rashi Yadav       | New Delhi      |                            | |
| 2015 | Aaital Khosla     | Chandigarh     |                            | |
| 2014 | Alankrita Sahai   | New Delhi      |                            | Miss Terra Pagudpud Miss Hannah's Beach Resort Melhor em Roupa Casual Melhor vestido de noite Miss Fotogênica Beleza por uma causa Melhor em Maiô Melhor em Traje Nacional Miss Eco - Beleza - Top 10 |
| 2013 | Sobhita Dhulipala | Andhra Pradesh |                            | Miss Fotogênica Miss Eco - Beleza Miss Ever Bilena Miss Talent0 - Top 15 Melhor em Resort Wear - Top 15                                                                                               |
| 2012 | Prachi Mishra     | Uttar Pradesh  |                            | Melhor em Maiô Miss Amizade Miss Simpatia Campanha Escola Amo o Meu Planeta Miss Fotogênica Apresentação da imprensa Concurso Resort Wear Concurso de vestido de noite Trivia Challenge               |
| 2011 | Hasleen Kaur      | New Delhi      |                            | |
| 2010 | Nicole Faria      | Karnataka      | Miss Terra 2010            | Miss Talento Miss Diamante Place |
| 2009 | Shriya Kishore    | Maharashtra    | Top 16                     | |
| 2008 | Tanvi Vyas        | Gujarat        |                            | |
| 2007 | Pooja Chitgopekar | Karnataka      | 1º Lugar (Miss Terra - Ar) | |
| 2006 | Amruta Patki      | Maharashtra    | 1º Lugar (Miss Terra - Ar) | Melhor em Long Gown |
| 2005 | Niharika Singh    | Uttarakhand    |                            | |
| 2004 | Jyoti Brahmin     | West Bengal    | Top 16                     | |
| 2003 | Shweta Vijay      | Kerala         |                            | |
| 2002 | Reshmi Ghosh      | West Bengal    |                            | |
| 2001 | Shamita Singha    | Maharashtra    | Top 10                     | Melhor em Traje Nacional |

## Representantes de pequenos concursos internacionais
As mulheres a seguir representam a Índia nos pequenos concursos internacionais de beleza. Estes são Miss Supranational, Miss United Continents e Miss Grand Internacional.

### Miss Supranational
| Year | Delegate               | Cidade         | Colocação               | Prêmios Especiais |
| ---- | ---------------------- | -------------- | ----------------------- | --- |
| 2020 | Aavriti Choudhary      | Madhya Pradesh | a ser anunciado         | a ser anunciado |
| 2019 | Shefali Sood           | Uttar Pradesh  | Top 25                  | Miss Influencer - Top 10 |
| 2018 | Aditi Hundia           | Rajasthan      | Top 25                  | |
| 2017 | Peden Ongmu Namgyal    | Sikkim         | Top 25                  | Miss Talent - 2º Lugar Melhor em Maiô - 3º Lugar                                                                                  |
| 2016 | Srinidhi Ramesh Shetty | Karnataka      | Miss Supranational 2016 | Miss Supranational - Ásia e Oceania Miss Mobstar - 3º Lugar                                                                       |
| 2015 | Aafreen Rachael Vaz    | Karnataka      | Top 10                  | Miss Supranational - Ásia e Oceania Miss Supranational Top Model - Top 10 Miss Internet - 1º Lugar Melhor Traje Nacional - Top 10 |
| 2014 | Asha Bhat              | Karnataka      | Miss Supranational 2014 | Miss Talented Miss Internet - Top 5                                                                                               |
| 2013 | Vijaya Sharma          | New Delhi      | Top 20                  | |
| 2012 | Gunjan Saini           | New Delhi      |                         | |
| 2011 | Michelle Almeda        | Maharashtra    | Top 20                  | Miss Supranational - Ásia e Oceania Miss Internet                                                                                 |

### Miss Grand International
| Year | Delegate            | Cidade        | Colocação | Prêmios Especiais                                                            |
| ---- | ------------------- | ------------- | --------- | ---------------------------------------------------------------------------- |
| 2019 | Shivani Jadhav      | Chhattisgarh  |           | Miss Popular - Top 10 Melhor Traje Nacional - Top 20                         |
| 2018 | Meenakshi Choudhary | Haryana       | 1º Lugar  | Miss Popular – Top 10 Melhor Traje Nacional - Top 10                         |
| 2017 | Anukriti Gusain     | Uttarakhand   | Top 20    | Melhor Traje Nacional - Top 10                                               |
| 2016 | Pankhuri Gidwani    | Uttar Pradesh |           | Melhor Traje Nacional - Top 10                                               |
| 2015 | Vartika Singh       | Uttar Pradesh | 2º Lugar  | Melhores Mídias Sociais Miss Popular – Top 10 Melhor Traje Nacional – Top 20 |
| 2014 | Monica Sharma       | New Delhi     |           | Melhor Traje Nacional - Top 20                                               |
| 2013 | Rupa Khurana        | New Delhi     |           |                                                                              |

### Miss Continentes Unidos
| Year | Delegate               | Cidade           | Colocação | Prêmios Especiais                               |
| ---- | ---------------------- | ---------------- | --------- | ----------------------------------------------- |
| 2019 | Shreya Shanker         | Bihar            |           |                                                 |
| 2018 | Gayatri Bharadwaj      | Delhi            | Top 10    | Melhor Traje Nacional - 1º Lugar                |
| 2017 | Sana Dua               | Jammu e Caxemira | Top 10    |                                                 |
| 2016 | Lopamudra Raut         | Maharashtra      | 2º Lugar  | Melhor Traje Nacional Miss Fotogênica- 1º Lugar |
| 2015 | Sushrii Shreya Mishraa | Odisha           | 3º Lugar  | Melhor Traje Nacional Miss Fotogênica           |
| 2014 | Gail Nicole Da Silva   | Goa              | 1º Lugar  | Melhor Traje Nacional Miss Fotogênica           |
| 2013 | Purva Rana             | Himachal Pradesh | 1º Lugar  | Melhor Traje Nacional - 2º Lugar                |

### Miss Tourism Queen International
| Year | Delegate                       | Colocação                        | Prêmios Especiais                  |
| ---- | ------------------------------ | -------------------------------- | ---------------------------------- |
| 2009 | Shagun Sarabhai                |                                  | Disco Queen - 2º Lugar             |
| 2008 | Devyani Chandrakant Mandavgane |                                  | Disco Queen                        |
| 2007 | Mahima Chaudhary               |                                  | Miss Personalidade                 |
| 2006 | Rupali Suri                    | Top 16                           | Miss Personalidade - 2º Lugar      |
| 2005 | Neha Oberoi                    |                                  |                                    |
| 2004 | Zabina Abdul Rashid Khan       | Miss Tourism Queen International | Disco Queen Miss charme - 4º Lugar |

### Top Model of the World
| Year      | Delegate             | Cidade           | Colocação        | Prêmios Especiais |
| --------- | -------------------- | ---------------- | ---------------- | ----------------- |
| 2019      | TBA                  | TBA              | TBA              | TBA               |
| 2018      | Sufiya Iram Siddiqui | Tehran           |                  | Miss Congeniality |
| 2017      | Did not compete      | Did not compete  | Did not compete  | Did not compete   |
| 2016      | Priyanka Gusain      | Maharashtra      |                  |                   |
| 2015      | Simran Mahendrawal   | New Delhi        |                  |                   |
| 2014      | Nanda Swati          | Maharashtra      |                  |                   |
| 2013      | Manpreet Kaur        | New Delhi        |                  |                   |
| 2012      | Shradha Pandey       | New Delhi        | Did not compete  |                   |
| 2011      | Michelle Almeida     | Maharashtra      | Top 15           | Modelo SENSES     |
| 2010      | Did not compete      | Did not compete  | Did not compete  | Did not compete   |
| 2009      | Kajal Jain           | Madhya Pradesh   |                  |                   |
| 2008      | Kankana Bakshi       | West Bengal      |                  |                   |
| 2001-2007 | Did not competed     | Did not competed | Did not competed | Did not competed  |
| 2000      | Candice Pinto        | Maharashtra      | Top 11           |                   |

### Miss Global
| Year | Delegate       | Cidade        | Colocação | Prêmios Especiais |
| ---- | -------------- | ------------- | --------- | ----------------- |
| 2019 | Mittali Kaur   | Rajasthan     | TBA       | TBA               |
| 2018 | Shalini Audhoe | Netherlands   |           |                   |
| 2017 | Sanya Sood     | New Delhi     |           |                   |
| 2016 | Sonam Patel    | Perth         | Top 10    |                   |
| 2015 | Ashima Narwal  | Haryana       |           |                   |
| 2014 | Vismrity Singh | Uttar Pradesh |           |                   |
| 2013 | Apneet Mann    | Maharashtra   | 3º Lugar  | Miss Empresarial  |

### Miss Cosmopolitan World
| Year | Delegate            | Cidade      | Colocação | Prêmios Especiais |
| ---- | ------------------- | ----------- | --------- | ----------------- |
| 2019 | Aishwarya Medimi    | Maharashtra |           |                   |
| 2018 | Kanu Parashar       | Rajasthan   |           |                   |
| 2017 | Priyadarshini Borah | Assam       | Top 10    | Miss Talento      |
| 2016 | Akshaya Alshi       | Gujarat     |           | Miss Mídia Social |
| 2015 | Namita Rozarlo      | New Delhi   |           |                   |

### Miss Eco International
Os representantes indianos Miss Eco International estão sendo enviados pelo concurso Rubaru Miss India Elite.
| Year | Delegate           | Cidade        | Colocação | Prêmios Especiais                                                                             |
| ---- | ------------------ | ------------- | --------- | --------------------------------------------------------------------------------------------- |
| 2020 | Harshita Bhambhani | Rajasthan     | Top 20    |                                                                                               |
| 2019 | Simran Kaur Saunta | Maharashtra   |           |                                                                                               |
| 2018 | Naseema Arewale    | Goa           | Top 9     | Concurso Vestido ecológico - Top 15 Concurso de Talento - Top 15                              |
| 2017 | Khyati Sharma      | Uttarakhand   |           |                                                                                               |
| 2016 | Sophiya Singh      | Uttar Pradesh |           | Melhor Traje Nacional - Top 10 Melhor em Resort Wear - Top 10 Miss Vestido ecológico - Top 10 |

### Miss Multinacional
Os representantes da Índia no concurso Miss Multinacional estão sendo enviados pela Glaman e Supermodel India, que não está associada a Femina.
| Year | Delegate       | Cidade           | Colocação | Prêmios Especiais |
| ---- | -------------- | ---------------- | --------- | ----------------- |
| 2019 | Tanvi Malhara  | Maharashtra      | TBA       | TBA               |
| 2018 | Simran Sharma  | Rajasthan        | Top 9     |                   |
| 2017 | Shefali Sharma | Himachal Pradesh | 2º Lugar  |                   |

### Miss Teen Internacional
Os representantes da Índia no concurso Miss Teen International estão sendo enviados pela Glaman e Supermodel India, que não está associada a Femina.
| Year | Delegate         | Cidade      | Colocação                    | Prêmios Especiais                                             |
| ---- | ---------------- | ----------- | ---------------------------- | ------------------------------------------------------------- |
| 2019 | Aayushi Dholakia | Gujarat     | Miss Teen International 2019 | Melhor traje nacional - Vencedora Melhor discurso - Vencedora |
| 2018 | Ritika Khatnani  | Maharashtra | 1º Lugar                     |                                                               |

### Miss Super Globo
| Year | Delegate      | Cidade     | Colocação             | Prêmios Especiais                      |
| ---- | ------------- | ---------- | --------------------- | -------------------------------------- |
| 2019 | Akshara Reddy | Tamil Nadu | Miss Super Globo 2019 | Miss pele brilhante Miss lindo sorriso |
| 2018 | Archana Ravi  | Kerala     | 1º Lugar              |                                        |

### Miss Cosmo World
| Year | Delegate       | Cidade | Colocação             | Prêmios Especiais |
| ---- | -------------- | ------ | --------------------- | ----------------- |
| 2019 | Sandra Soman   | Kerala | Miss Cosmo World 2019 | Miss Glamorosa    |
| 2018 | Archana Gautam | Kerala |                       | Miss Talento      |

### Miss Landscapes Internacional
Os representantes indianos Miss Landscapes International estão sendo enviados pelo concurso Rubaru Miss India Elite.
| Year | Delegate      | Cidade    | Colocação | Prêmios Especiais |
| ---- | ------------- | --------- | --------- | ----------------- |
| 2019 | Muskan Saini  | Haryana   | Top 7     |                   |
| 2018 | Swati Kothari | New Delhi |           | Miss Elegância    |

### Miss Planet Internacional
| Year | Delegate          | Cidade      | Colocação | Prêmios Especiais |
| ---- | ----------------- | ----------- | --------- | ----------------- |
| 2019 | Leena Vishwakarma | Maharashtra | Top 16    |                   |

### Jóia do Mundo
| Year | Delegate        | Cidade | Colocação | Prêmios Especiais |
| ---- | --------------- | ------ | --------- | ----------------- |
| 2018 | Manpreet Sekhon | Punjab | 1º Lugar  |                   |